# Small Catamaran Handicap Rating System
Le Small Catamaran Handicap Rating System (SCHRS) est une jauge de course à la voile pour catamarans de sport reconnue par l'ISAF. Il permet de réaliser des classements en temps compensés de catamarans monotypes et prototypes, à l'aide d'une formule de jauge basée sur les dimensions du bateau.

## Historique
Autour de 1990, l'IYRU décide de se doter d'une jauge, d'un système de rating, donnant la possibilité d'un classement en temps compensé aux petits catamarans de sport. La fédération internationale se tourne vers une jauge américaine des années 1960 que la Fédération française de voile modifie pour aboutir à l'actuelle jauge internationale SCHRS, avec l'apport d'éléments d'une jauge hollandaise, le Dutch Texel Rating System. 

## Principe de la jauge
Les ratings sont calculés suivant les règles de la jauge. Le temps compensé est calculé en divisant le temps de course par le rating. 
Les bateaux construits en série disposent d'un rating qui figure dans une table tenue à jour en fonction des évolutions des modèles. 

## Correspondance avec d'autres jauges
Il existe une table de correspondance entre les ratings du SCHRS et ceux du Portsmouth Yardstick, ce dernier étant particulièrement utile lors de régates inter-séries comportant des dériveurs monocoques et des catamarans. 